# عمر رودريغيز
عمر رودريغيز (بالإسبانية: Omar Rodríguez) (15 أغسطس 1975 مونتيري المكسيك - ) هو لاعب كرة قدم مكسيكي، يلعب كمدافع، لعب 259 مباراة وسجل 8 أهداف.

## مسيرته

### مسيرته مع الأندية
- 1996 - 2001 لعب مع كروز آزول 149 مباراة سجل خلالها 5 أهداف.
- 2002 - 2002 لعب مع نادي موريليا الرياضي 30 مباراة سجل خلالها هدف.
- 2003 - 2003 لعب مع نادي غوادالاخارا 33 مباراة سجل خلالها هدف.
- 2004 - 2006 لعب مع نادي تشياباس 47 مباراة سجل خلالها هدف.